# Барту, Джан
Джан Барту (тур. Can Bartu; 30 января 1936 или 31 января 1936, Кадыкёй, Стамбул — 11 апреля 2019 или 12 апреля 2019, Стамбул) — турецкий футболист, атакующий полузащитник. Также играл в баскетбол за «Фенербахче».

## Биография

### Клубная карьера
Играл в баскетбол за «Фенербахче». В 1955 году тренер футбольного «Фенербахче» Фикрет Арыджан пригласил его в команду. В составе «жёлтых канареек» Барту был одним из ключевых игроков, но параллельно продолжал играть в баскетбол. 25 января 1957 года в матче с «Бейоглуспором» забил два гола и отдал две голевые передачи. В тот же день сыграл баскетбольный матч за «Фенербахче» и набрал 10 очков. Со временем полностью сосредоточился на футболе, выиграв в составе «Фенербахче» два чемпионских титула в 1959 и 1961 годах.
В 1961 году перешёл в клуб Серии A «Фиорентину». 10 мая 1962 года играл в первом матче финала Кубка обладателей кубков УЕФА против мадридского «Атлетико» (1:1). Стал первым турецким футболистом, игравшим в финале еврокубкового турнира. Затем играл за «Венецию», вновь «Фиорентину» и «Лацио».
В 1967 году вернулся в «Фенербахче», в составе которого играл в течение трёх сезонов и выиграл два чемпионских титула в 1968 и 1970 годах. Всего за «Фенербахче» сыграл во всех турнирах 326 матчей и забил 162 гола.

### Карьера в сборной
Дебютировал за сборную Турции 16 ноября 1956 года в товарищеском матче сборной Польши — встреча завершилась со счётом 1:1. Всего за сборную Турции сыграл 26 матчей и забил 6 голов.

### Последующая жизнь
По окончании карьеры работал спортивным журналистом в газете Hürriyet, а затем футбольным комментатором на телевидении.
Скончался 12 апреля 2019 года в возрасте 83 лет.

## Достижения
«Фенербахче»
- Чемпион Турции (4): 1959, 1960/61, 1967/68, 1969/70
- Обладатель Кубка Турции: 1967/68
- Обладатель Суперкубка Турции: 1968
- Победитель Стамбульской лиги (2): 1956/57, 1958/59